# Reprezentacja Argentyny na Mistrzostwach Świata w Narciarstwie Klasycznym 2005
Reprezentacja Argentyny na Mistrzostwach Świata w Narciarstwie Klasycznym 2005 w Oberstdorfie składała się z jednego zawodnika. Był nim biegacz narciarski, Martín Bianchi.

## Wyniki

### Biegi narciarskie

#### Mężczyźni
Sprint
- Martín Bianchi - 77. miejsce

15 km stylem dowolnym
- Martín Bianchi - 112. miejsce

50 km stylem klasycznym
- Martín Bianchi - nie ukończył